# Guils de Cerdanya
Guils de Cerdanya är en kommun i Spanien.   Den ligger i provinsen Província de Girona och regionen Katalonien, i den nordöstra delen av landet, 500 km öster om huvudstaden Madrid. Antalet invånare är 558. Arean är 22,0 kvadratkilometer. Guils de Cerdanya gränsar i Spanien till Puigcerdà, Bolvir, Ger, och i Frankrike till Porta, Latour-de-Carol och Enveitg. 
Terrängen i Guils de Cerdanya är lite bergig.